# Allsvenskan i bandy 1998/1999
Allsvenskan i bandy 1998/1999 var Sveriges högsta division i bandy för herrar säsongen 1998/1999. Södergruppstvåan Västerås SK lyckades vinna svenska mästerskapet efter seger med 3-2 mot norrgruppstvåan Falu BS i finalmatchen på Studenternas IP i Uppsala den 21 mars 1999.

## Förlopp
- Grundserieindelningen fastställdes i mars 1998.[3]
- Skytteligan vanns av Jonas Claesson, Hammarby IF med 62 fullträffar.[4].

## Seriespelet

### Norrgruppen
Spelades 8 november-26 december 1998.
| Nr | Lag             | S  | V  | O | F  | +/-   | P  |
| -- | --------------- | -- | -- | - | -- | ----- | -- |
| 1  | Sandvikens AIK  | 14 | 11 | 1 | 2  | 83-52 | 23 |
| 2  | Falu BS         | 14 | 8  | 1 | 5  | 76-44 | 17 |
| 3  | Edsbyns IF      | 14 | 7  | 3 | 4  | 64-44 | 17 |
| 4  | Kalix Nyborg BK | 14 | 8  | 0 | 6  | 73-62 | 16 |
| 5  | Bollnäs GoIF    | 14 | 7  | 1 | 6  | 72-74 | 15 |
| 6  | Ljusdals BK     | 14 | 6  | 0 | 8  | 59-56 | 12 |
| 7  | IK Sirius       | 14 | 4  | 1 | 9  | 54-90 | 9  |
| 8  | Karlsborg BK    | 14 | 1  | 1 | 12 | 27-86 | 3  |

### Södergruppen
Spelades 4 november-26 december 1998.
| Nr | Lag                | S  | V  | O | F  | +/-   | P  |
| -- | ------------------ | -- | -- | - | -- | ----- | -- |
| 1  | Hammarby IF        | 14 | 11 | 2 | 1  | 97-54 | 24 |
| 2  | Västerås SK        | 14 | 8  | 4 | 2  | 86-58 | 20 |
| 3  | IFK Motala         | 14 | 8  | 1 | 5  | 73-64 | 17 |
| 4  | IF Boltic          | 14 | 7  | 3 | 4  | 56-64 | 17 |
| 5  | Katrineholms SK    | 14 | 4  | 4 | 6  | 69-69 | 12 |
| 6  | Villa Lidköping BK | 14 | 5  | 2 | 7  | 54-68 | 12 |
| 7  | IFK Vänersborg     | 14 | 4  | 0 | 10 | 66-75 | 8  |
| 8  | Vetlanda BK        | 14 | 0  | 2 | 12 | 37-86 | 2  |

### Elitserien
Spelades 30 december 1998-21 februari 1999.
| Nr | Lag             | S  | V | O | F | +/-   | P  |
| -- | --------------- | -- | - | - | - | ----- | -- |
| 1  | Falu BS         | 11 | 8 | 1 | 2 | 51-42 | 17 |
| 2  | Sandvikens AIK  | 11 | 7 | 0 | 4 | 64-44 | 14 |
| 3  | Hammarby IF     | 11 | 7 | 0 | 4 | 62-44 | 14 |
| 4  | Edsbyns IF      | 11 | 7 | 0 | 4 | 53-47 | 14 |
| 5  | Västerås SK     | 11 | 6 | 1 | 4 | 68-49 | 13 |
| 6  | IFK Motala      | 11 | 2 | 3 | 6 | 37-60 | 7  |
| 7  | Kalix Nyborg BK | 11 | 2 | 2 | 7 | 43-68 | 6  |
| 8  | IF Boltic       | 11 | 1 | 1 | 9 | 32-56 | 3  |

### Allsvenska fortsättningsserien
Spelades 30 december 1998-21 februari 1999.
| Nr | Lag                | S  | V | O | F | +/-   | P  |
| -- | ------------------ | -- | - | - | - | ----- | -- |
| 1  | Ljusdals BK        | 11 | 8 | 1 | 2 | 68-25 | 19 |
| 2  | Villa Lidköping BK | 11 | 8 | 0 | 3 | 56-54 | 18 |
| 3  | Bollnäs GoIF       | 11 | 6 | 0 | 5 | 69-52 | 15 |
| 4  | IFK Vänersborg     | 11 | 7 | 0 | 4 | 56-43 | 15 |
| 5  | Katrineholms SK    | 11 | 4 | 2 | 5 | 42-57 | 13 |
| 6  | IK Sirius          | 11 | 3 | 2 | 6 | 29-41 | 9  |
| 7  | Vetlanda BK        | 11 | 4 | 0 | 7 | 55-66 | 8  |
| 8  | Karlsborg BK       | 11 | 1 | 1 | 9 | 42-79 | 3  |

## Seriematcherna

### Södergruppen
| - 4 november 1998 Västerås-Hammarby 7-8 (3-3) - 8 november 1998 IF Boltic-Västerås SK 5-8 (2-4) - 8 november 1998 IFK Motala-Hammarby IF 5-7 (3-2) - 8 november 1998 Vetlanda BK-Katrineholms SK 5-5 (3-1) - 8 november 1998 IFK Vänersborg-Villa Lidköping BK 3-4 (2-2) - 11 november 1998 Hammarby-Vänersborg 7-4 (3-2) - 11 november 1998 Katrineholm-Boltic 3-4 (2-0) - 11 november 1998 Villa-Lidköping-Vetlanda 7-2 (5-1) - 11 november 1998 Västerås-Motala 11-3 (3-3) - 13 november 1998 Boltic-Villa Lidköping 4-4 (2-1) - 13 november 1998 Katrineholm-Västerås 2-2 (1-0) - 13 november 1998 Vetlanda-Hammarby 4-6 (2-1) - 13 november 1998 Vänersborg-Motala 3-7 (1-1) - 15 november 1998 Hammarby-Boltic 12-3 (6-2) - 15 november 1998 Motala-Vetlanda 11-3 (3-0) - 15 november 1998 Villa Lidköping-Katrineholm 6-5 (1-1) - 15 november 1998 Västerås-Vänersborg 8-2 (6-0) - 18 november 1998 Boltic-Motala 5-4 (2-3) - 18 november 1998 Katrineholm-Hammarby 4-7 (2-3) - 18 november 1998 Vetlanda-Vänersborg 1-10 (0-5) - 18 november 1998 Villa Lidköping-Västerås 4-9 (1-6) - 25 november 1998 Hammarby-Villa Lidköping 6-0 (4-0) - 25 november 1998 Motala-Katrineholm 7-5 (3-2) - 25 november 1998 Vänersborg-Boltic 3-5 (3-2) - 25 november 1998 Västerås-Vetlanda 2-2 (2-0) - 29 november 1998 Boltic-Vetlanda 6-4 (2-1) - 29 november 1998 Katrineholm-Vänersborg 8-7 (1-3) - 29 november 1998 Villa Lidköping-Motala 7-3 (4-1) | - 2 december 1998 Motala-Villa Lidköping 5-3 (2-2) - 2 december 1998 Vetlanda-Boltic 2-3 (1-1) - 2 december 1998 Vänersborg-Katrineholm 7-9 (4-2) - 2 december 1998 Hammarby-Västerås 5-5 (1-3) - 4 december 1998 Boltic-Vänersborg 4-3 (2-1) - 4 december 1998 Katrineholm-Motala 3-4 (1-2) - 4 december 1998 Vetlanda-Västerås 1-7 (1-3) - 4 december 1998 Villa Lidköping-Hammarby 3-8 (1-3, 2-2, 0-3) - 6 december 1998 Hammarby-Katrineholm 4-4 (3-1) - 6 december 1998 Motala-Boltic 3-3 (1-1) - 6 december 1998 Vänersborg-Vetlanda 3-1 (1-0) - 6 december 1998 Västerås-Villa Lidköping 7-4 (2-2, 3-1, 2-1) - 9 december 1998 Boltic-Hammarby 3-7 (0-3) - 9 december 1998 Vetlanda-Motala 2-6 (0-1) - 9 december 1998 Vänersborg-Västerås 7-8 (2-4) - 14 december 1998 Katrineholm-Villa Lidköping 5-1 (4-0) - 16 december 1998 Hammarby-Vetlanda 8-3 (4-0) - 16 december 1998 Motala-Vänersborg 7-2 (2-1) - 16 december 1998 Villa Lidköping-Boltic 4-4 (3-2) - 16 december 1998 Västerås-Katrineholm 6-6 (2-2) - 18 december 1998 Boltic-Katrineholm 4-3 (3-2) - 18 december 1998 Motala-Västerås 6-2 (1-1) - 18 december 1998 Vetlanda-Villa Lidköping 2-5 (1-2) - 18 december 1998 Vänersborg-Hammarby 7-4 (2-2) - 26 december 1998 Hammarby-Motala 8-2 (4-1) - 26 december 1998 Katrineholm-Vetlanda 7-5 (4-4) - 26 december 1998 Villa Lidköping-Vänersborg 2-5 (0-2) - 26 december 1998 Västerås-Boltic 4-3 (2-1) |

### Norrgruppen
| - 4 november 1998 Västerås-Hammarby 7-8 (3-3) - 8 november 1998 Bollnäs GoIF-Kalix Nyborg BK 8-4 (3-2) - 8 november 1998 Falu BS-IK Sirius BK 7-2 (4-1) - 8 november 1998 Karlsborgs BK-Edsbyns IF 2-6 (0-2) - 8 november 1998 Sandvikens AIK-Ljusdals BK 7-5 (2-3) - 10 november 1998 Kalix Nyborg-Falun 3-7 (2-1, 0-0, 1-6) - 10 november 1998 Ljusdal-Bollnäs 9-5 (4-1) - 11 november 1998 Edsbyn-Sandviken 4-1 (1-1) - 11 november 1998 Sirius-Karlsborg 7-1 (3-1) - 13 november 1998 Bollnäs-Sirius 11-6 (7-2) - 13 november 1998 Falun-Edsbyn 2-2 (1-0) - 13 november 1998 Karlsborg-Ljusdal 3-2 (0-2) - 13 november 1998 Sandviken-Kalix Nyborg 8-3 (5-2) - 15 november 1998 Bollnäs-Falun 2-4 (0-1) - 15 november 1998 Karlsborg-Sandviken 1-5 (0-3) - 15 november 1998 Ljusdal-Kalix Nyborg 3-5 (0-5) - 15 november 1998 Sirius-Edsbyn 4-3 (2-2) - 18 november 1998 Edsbyn-Bollnäs 5-4 (0-2) - 18 november 1998 Falun-Sandviken 4-6 (1-2) - 18 november 1998 Sirius-Ljusdal 4-2 (2-0) - 25 november 1998 Bollnäs-Karlsborg 9-5 (4-3) - 25 november 1998 Kalix Nyborg-Edsbyn 5-4 (1-2) - 25 november 1998 Ljusdal-Falun 4-3 (0-1) - 25 november 1998 Sandviken-Sirius 4-4 (3-1) - 27 november 1998 Karlsborg-Kalix Nyborg 2-5 (1-1, 0-2, 1-2) - 27 november 1998 Sandviken-Bollnäs 9-5 (4-1) - 29 november 1998 Edsbyn-Ljusdal 7-3 (3-2) - 29 november 1998 Falun-Karlsborg 10-2 (3-0) - 29 november 1998 Kalix Nyborg-Sirius 6-3 (3-2) | - 1 december 1998 Bollnäs-Sandviken 3-4 (1-2) - 2 december 1998 Karlsborg-Falun 2-9 (0-3) - 2 december 1998 Ljusdal-Edsbyn 2-3 (1-1) - 2 december 1998 Sirius-Kalix Nyborg 5-11 (2-5) - 4 december 1998 Edsbyn-Sirius 12-1 (8-0) - 4 december 1998 Falun-Bollnäs 11-0 (3-0) - 4 december 1998 Kalix Nyborg-Ljusdal 8-1 (2-1) - 4 december 1998 Sandviken-Karlsborg 4-2 (2-1) - 6 december 1998 Edsbyn-Karlsborg 2-2 (1-2) - 6 december 1998 Kalix Nyborg-Bollnäs 5-6 (3-3) - 6 december 1998 Ljusdal-Sandviken 4-3 (2-1) - 6 december 1998 Sirius-Falun 2-5 (0-3) - 9 december 1998 Bollnäs-Ljusdal 4-1 (2-0) - 9 december 1998 Falun-Kalix Nyborg 6-1 (0-0) - 9 december 1998 Karlsborg-Sirius 3-6 (2-3) - 9 december 1998 Sandviken-Edsbyn 6-5 (3-2) - 16 december 1998 Edsbyn-Falun 5-2 (1-1) - 16 december 1998 Kalix Nyborg-Sandviken 5-7 (1-2) - 16 december 1998 Ljusdal-Karlsborg 11-1 (5-0) - 16 december 1998 Sirius-Bollnäs 6-7 (0-5) - 18 december 1998 Edsbyn-Kalix Nyborg 2-6 (2-3) - 18 december 1998 Falun-Ljusdal 1-5 (1-1) - 18 december 1998 Karlsborg-Bollnäs 1-4 (1-3) - 18 december 1998 Sirius-Sandviken 2-11 (1-5) - 26 december 1998 Bollnäs-Edsbyn 4-4 (1-1) - 26 december 1998 Kalix Nyborg-Karlsborg 6-0 (3-0) - 26 december 1998 Ljusdal-Sirius 7-2 (5-2) - 26 december 1998 Sandviken-Falun 8-5 (5-2) |

### Elitserien
| - 30 december 1998 Edsbyns IF-Hammarby IF 6-3 (4-1) - 30 december 1998 IFK Motala-Kalix Nyborg BK 4-9 (1-2) - 30 december 1998 Sandvikens AIK-IF Boltic 9-1 (4-1) - 30 december 1998 Västerås SK-Falu BS 13-4 (6-3) - 3 januari 1999 Boltic-Edsbyn 2-5 (1-1) - 3 januari 1999 Falun-Motala 3-4 (0-2) - 3 januari 1999 Hammarby-Sandviken 9-4 (4-0) - 3 januari 1999 Kalix Nyborg-Västerås 4-6 (2-3) - 6 januari 1999 Edsbyn-Kalix Nyborg 9-2 (4-1) - 6 januari 1999 Hammarby-Motala 8-2 (3-2, 2-0, 3-0) - 6 januari 1999 Sandviken-Falun 2-4 (1-4) - 6 januari 1999 Västerås-Boltic 5-1 (3-0) - 13 januari 1999 Falun-Boltic 5-3 (2-1) - 13 januari 1999 Kalix Nyborg-Hammarby 2-7 (1-3) - 13 januari 1999 Motala-Edsbyn 4-7 (2-4) - 13 januari 1999 Västerås-Sandviken 4-2 (2-1) - 20 januari 1999 Boltic-Kalix Nyborg 4-5 (2-0) - 20 januari 1999 Edsbyn-Västerås 9-6 (6-3) - 20 januari 1999 Hammarby-Falun 3-6 (2-2) - 20 januari 1999 Sandviken-Motala 8-5 (4-3) - 22 januari 1999 Falun-Hammarby 5-4 (3-3) - 22 januari 1999 Kalix Nyborg-Boltic 3-3 (3-2) - 22 januari 1999 Motala-Sandviken 2-6 (1-5) - 22 januari 1999 Västerås-Edsbyn 13-2 (4-0) | - 11 februari 1999 Boltic-Falun 4-6 (1-1) - 12 februari 1999 Edsbyn-Motala 5-1 (2-1) - 12 februari 1999 Hammarby-Kalix Nyborg 8-3 (4-1) - 12 februari 1999 Sandviken-Västerås 8-3 (6-2) - 14 februari 1999 Boltic-Hammarby 5-4 (2-1) - 14 februari 1999 Falun-Kalix Nyborg 8-3 (4-1) - 14 februari 1999 Sandviken-Edsbyn 6-2 (1-0) - 14 februari 1999 Västerås-Motala 5-5 (3-2) - 17 februari 1999 Falun-Edsbyn 6-3 (2-0) - 17 februari 1999 Hammarby-Västerås 8-6 (4-3) - 17 februari 1999 Kalix Nyborg-Sandviken 5-10 (4-5) - 17 februari 1999 Motala-Boltic 5-4 (1-3) - 1999-02-*19 Edsbyn-Boltic 2-0 (0-0, 2-0, 0-0) - 1999-02-*19 Motala-Falun 1-1 (0-0, 0-1, 1-0) - 1999-02-*19 Sandviken-Hammarby 2-4 (2-1) - 1999-02-*19 Västerås-Kalix Nyborg 5-3 (1-3, 1-0, 3-0) - 21 februari 1999 Boltic-Sandviken 5-7 (2-3) - 21 februari 1999 Falun-Västerås 3-2 (0-0, 1-0, 2-2) - 21 februari 1999 Hammarby-Edsbyn 4-3 (1-1) - 21 februari 1999 Kalix Nyborg-Motala 4-4 (3-4) |

### Allsvenska fortsättningsserien
| - 30 december 1998 IFK Vänersborg-Bollnäs GIF 3-2 (1-0) - 30 december 1998 Karlsborgs BK-Vetlanda BK 1-9 (0-3) - 30 december 1998 Katrineholms SK-IK Sirius 3-3 (2-2) - 30 december 1998 Ljusdals BK-Villa Lidköping BK 9-2 (4-0) - 3 januari 1999 Sirius-Vänersborg 3-4 (2-3) - 3 januari 1999 Vetlanda-Ljusdal 2-9 (0-4) - 3 januari 1999 Villa Lidköping-Karlsborg 6-4 (1-3) - 3 januari 1999 Bollnäs-Katrineholm 10-3 (4-2) - 6 januari 1999 Vänersborg-Karlsborg 9-4 (5-2) - 6 januari 1999 Bollnäs-Vetlanda 6-5 (4-3) - 6 januari 1999 Katrineholm-Ljusdal 5-4 (2-1, 2-1, 1-2) - 6 januari 1999 Sirius-Villa Lidköping 1-3 (1-1) - 13 januari 1999 Karlsborg-Katrineholm 8-2 (2-0) - 13 januari 1999 Ljusdal-Vänersborg 6-3 (1-2) - 13 januari 1999 Vetlanda-Sirius 2-4 (2-2) - 13 januari 1999 Villa Lidköping-Bollnäs 11-6 (6-3) - 1999-01-*19 Bollnäs-Sirius 8-1 (3-1) - 20 januari 1999 Katrineholm-Vänersborg 4-5 (2-2) - 20 januari 1999 Ljusdal-Karlsborg 9-1 (3-1) - 20 januari 1999 Villa Lidköping-Vetlanda 5-4 (2-3) - 22 januari 1999 Bollnäs-Villa Lidköping 8-3 (2-2) - 22 januari 1999 Katrineholm-Karlsborg 7-7 () - 22 januari 1999 Vänersborg-Ljusdal 0-1 (0-1) - 22 januari 1999 Sirius-Vetlanda 5-7 (1-3) | - 12 februari 1999 Karlsborg-Vänersborg 3-9 (3-5) - 12 februari 1999 Ljusdal-Katrineholm 11-1 (3-1) - 12 februari 1999 Vetlanda-Bollnäs 7-9 (3-4) - 12 februari 1999 Villa Lidköping-Sirius 7-2 (5-1) - 14 februari 1999 Katrineholm-Villa Lidköping 7-1 (3-0) - 14 februari 1999 Ljusdal-Sirius 2-2 (0-0) - 14 februari 1999 Vänersborg-Vetlanda 5-6 (3-1) - 14 februari 1999 Karlsborg-Bollnäs 2-9 (1-6) - 17 februari 1999 Bollnäs-Ljusdal 2-3 (2-1) - 17 februari 1999 Sirius-Karlsborg 5-2 (3-1) - 17 februari 1999 Vetlanda-Katrineholm 3-5 (1-1) - 17 februari 1999 Villa Lidköping-Vänersborg 7-6 (2-1) - 1999-02-*19 Karlsborg-Villa Lidköping 3-5 (2-2) - 1999-02-*19 Katrineholm-Bollnäs 5-3 (2-2) - 1999-02-*19 Ljusdal-Vetlanda 10-1 (3-1) - 1999-02-*19 Vänersborg-Sirius 3-1 (0-1) - 21 februari 1999 Bollnäs-Vänersborg 6-9 (2-4) - 21 februari 1999 Sirius-Katrineholm 2-0 (0-0) - 21 februari 1999 Vetlanda-Karlsborg 9-7 (3-2) - 21 februari 1999 Villa Lidköping -Ljusdal 6-4 (2-2) |

## Slutspel om svenska mästerskapet 1999

### Åttondelsfinaler (UEFA:s cupmodell)
- 23 februari 1999: Ljusdals BK-IF Boltic 4-1
- 23 februari 1999: Villa Lidköping BK-Kalix Nyborg BK 10-4
- 25 februari 1999: IF Boltic-Ljusdals BK 9-7 (Ljusdals BK vidare)
- 25 februari 1999: Kalix Nyborg BK-Villa Lidköping BK 4-6 (Villa Lidköping BK vidare)

### Kvartsfinaler (bäst av fem matcher)
- 28 februari 1999: Edsbyns IF-IFK Motala 11-2
- 28 februari 1999: Falu BS-Villa Lidköping BK 10-5
- 28 februari 1999: Sandvikens AIK-Ljusdals BK 4-1
- 28 februari 1999: Hammarby IF-Västerås SK 1-3
- 3 mars 1999: IFK Motala-Edsbyns IF 6-4
- 3 mars 1999: Villa Lidköping BK-Falu BS 3-5
- 3 mars 1999: Ljusdals BK-Sandvikens AIK 10-5
- 3 mars 1999: Västerås SK-Hammarby IF 4-3 sudden death
- 5 mars 1999: Edsbyns IF-IFK Motala 3-2
- 5 mars 1999: Falu BS-Villa Lidköping BK 6-4 (Falu BS vidare med 3-0 i matcher)
- 5 mars 1999: Sandvikens AIK-Ljusdals BK 3-1
- 5 mars 1999: Hammarby IF-Västerås SK 2-6 (Västerås SK vidare med 3-0 i matcher)
- 7 mars 1999: IFK Motala-Edsbyns IF 6-3
- 7 mars 1999: Ljusdals BK-Sandvikens AIK 4-3
- 9 mars 1999: Edsbyns IF-IFK Motala 4-5 sudden death (IFK Motala vidare med 3-2 i matcher)
- 9 mars 1999: Sandvikens AIK-Ljusdals BK 5-4 sudden death (Sandvikens AIK vidare med 3-2 i matcher)

### Semifinaler (bäst av tre matcher)
- 12 mars 1999: Falu BS-IFK Motala 9-4
- 12 mars 1999: Sandvikens AIK-Västerås SK 8-6
- 14 mars 1999: IFK Motala-Falu BS 2-7 (Falu BS vidare med 2-0 i matcher)
- 14 mars 1999: Västerås SK-Sandvikens AIK 7-5
- 16 mars 1999: Sandvikens AIK-Västerås SK 3-8 (Västerås SK vidare med 2-1 i matcher)

### Final
- 21 mars 1999: Västerås SK-Falu BS 3-2 (Studenternas IP, Uppsala)